# 刘悦 (济阴郡公)
刘悦（518年—570年8月31日），字优昕，太安郡狄那县（今山西省寿阳县）人，北魏、东魏、北齐官员。

## 生平
普泰元年（531年）二月，高欢在信都起兵反对尔朱氏，以刘悦为亲信，兼掌机密。普泰二年（532年），刘悦参与韩陵之战，战胜后出任宣威将军、领民副都督，又出任前将军、太中大夫、正都督，封万年县开国子，食邑二百户。刘悦又出任建州长平郡太守，获征召出任左右大都督，很快出任泾州刺史，又入朝出任主衣都统，获赏赐马十匹，金银千两，细绢数千段，赐给荫丁一百五十户。刘悦又出任武卫将军、仪同三司，食干鲁阳郡，升任上仪同三师，食干琅琊郡，进爵为万年县开国伯，增加食邑一百户，出任云州刺史。刘悦又入朝出任假仪同三司、武卫大将军，加开府仪同三司，又封新丰县侯，加骠骑大将军。河清三年（564年），刘悦参与邙山之战，因功封临戎县开国公，出任汾州刺史，又入朝出任左卫大将军，食干博陵郡，出任太常卿。咸阳王斛律光西征北周，刘悦也跟随作战，因功封济阴郡开国公，升任中护军，很快加特进，出任广州刺史。武平元年七月，刘悦患病，七月十五日（570年8月31日）在家中去世，虚岁五十三，朝廷赠予朔肆恒三州诸军事、朔州刺史、尚书右仆射、泉城王，同年十一月十二日（570年12月24日）葬于邺城西十里。

## 其他
北京图书馆善本特藏部主任赵万里认为，《北史·恩幸传》中的刘郁斤为神武帝驱使，天保、大宁之朝，渐以贵盛。至武平时，皆以开府封王。其不及武平者则追赠王爵。赵万里怀疑郁斤就是优昕的讹误，刘悦封泉城王，及武平初卒后追赠，又尝为神武掌机密，与史载刘郁斤之事吻合。

## 家庭

### 祖父
- 刘折，北魏领民酋长[1]

### 父亲
- 刘跋，北魏司农卿[1]